# 星槎国際高等学校旭川キャンパス
星槎国際高等学校 旭川キャンパス（せいさこくさいこうとうがっこう あさひかわキャンパス）は、北海道旭川市にある星槎国際高等学校の学習センター。国際理解教育実施校。

## 沿革
- 2019年
  - 11月1日 - 星槎国際高等学校 旭川キャンパス開校

## アクセス
JR旭川駅より徒歩5分圏内